# Kristian Sohlberg
Kristian Sohlberg (ur. 15 marca 1978 w Espoo) – fiński kierowca rajdowy. W 2002 roku był wicemistrzem PCWRC (rywalizacji zespołów fabrycznych) w Mistrzostwach Świata.
W 1997 roku Sohlberg zaliczył swój debiut w rajdach. W 2000 zadebiutował w Rajdowych Mistrzostwach Świata. Pilotowany przez Jussiego Aariainena i jadący Mitsubishi Carismą GT nie ukończył wówczas Rajdu Finlandii z powodu awarii. W 2002 roku wystąpił w serii Production Car WRC (mistrzostwach zespołów fabrycznych) w Mistrzostwach Świata startując samochodem Mitsubishi Lancer Evo 6 wraz z pilotem Jukką Aho. W PCWRC wygrał Rajd Szwecji i Rajd Nowej Zelandii, dzięki czemu wywalczył tytuł wicemistrza świata PCWRC, przegrywając w klasyfikacji generalnej jedynie z Malezyjczykiem Karamjitem Singhem. W 2004 roku startował Mitsubishi Lancerem WRC, a w 2005 roku został kierowcą Subaru Imprezy WRC. W 2006 roku w Rajdzie Sardynii zajął 6. miejsce w klasyfikacji generalnej, najwyższe w swojej karierze. Od 2000 do 2007 wystąpił w 30 rajdach, zdobył łącznie 3 punkty.
W 2001 roku Sohlberg zajął 4. miejsce w klasyfikacji generalnej mistrzostw Finlandii. Z kolei w 2005 roku zajął 3. miejsce w klasyfikacji samochodów z napędem na jedną oś (grupa A).

## Występy w mistrzostwach świata
| Rok  | Rajd                | Pilot             | Samochód                | Pozycja                          |
| ---- | ------------------- | ----------------- | ----------------------- | -------------------------------- |
| 2000 | Rajd Finlandii      | Jussi Aariainen   | Mitsubishi Carisma GT   | nie ukończył                     |
| 2001 | Rajd Szwecji        | Jukka Aho         | Mitsubishi Carisma GT   | nie ukończył                     |
| 2001 | Rajd Finlandii      | Jukka Aho         | Mitsubishi Carisma GT   | nie ukończył                     |
| 2002 | Rajd Szwecji        | Jukka Aho         | Mitsubishi Lancer Evo 6 | 24. miejsce (4. miejsce w gr. N) |
| 2002 | Rajd Korsyki        | Jukka Aho         | Mitsubishi Lancer Evo 6 | nie ukończył                     |
| 2002 | Rajd Cypru          | Jukka Aho         | Mitsubishi Lancer Evo 6 | nie ukończył                     |
| 2002 | Rajd Finlandii      | Jakke Honkanen    | Mitsubishi Lancer Evo 7 | 20. miejsce (5. miejsce w gr. N) |
| 2002 | Rajd Niemiec        | Arto Kapanen      | Mitsubishi Lancer Evo 7 | 16. miejsce (2. miejsce w gr. N) |
| 2002 | Rajd Nowej Zelandii | Jakke Honkanen    | Mitsubishi Lancer Evo 7 | 14. miejsce (2. miejsce w gr. N) |
| 2002 | Rajd Australii      | Jakke Honkanen    | Mitsubishi Lancer Evo 7 | nie ukończył                     |
| 2003 | Rajd Szwecji        | Jakke Honkanen    | Mitsubishi Lancer WRC   | 12. miejsce                      |
| 2003 | Rajd Nowej Zelandii | Jakke Honkanen    | Mitsubishi Lancer WRC   | nie ukończył                     |
| 2003 | Rajd Niemiec        | Jakke Honkanen    | Mitsubishi Lancer WRC   | 14. miejsce                      |
| 2004 | Rajd Szwecji        | Kaj Lindström     | Mitsubishi Lancer WRC   | nie ukończył                     |
| 2004 | Rajd Meksyku        | Kaj Lindström     | Mitsubishi Lancer Evo 7 | nie ukończył                     |
| 2004 | Rajd Nowej Zelandii | Kaj Lindström     | Mitsubishi Lancer WRC   | nie ukończył                     |
| 2004 | Rajd Cypru          | Kaj Lindström     | Mitsubishi Lancer WRC   | nie ukończył                     |
| 2004 | Rajd Argentyny      | Kaj Lindström     | Mitsubishi Lancer WRC   | nie ukończył                     |
| 2004 | Rajd Finlandii      | Kaj Lindström     | Mitsubishi Lancer WRC   | nie ukończył                     |
| 2005 | Rajd Szwecji        | Kaj Lindström     | Ford Focus WRC          | nie ukończył                     |
| 2005 | Rajd Grecji         | Timo Hantunen     | Subaru Impreza WRC      | 11. miejsce                      |
| 2005 | Rajd Finlandii      | Timo Hantunen     | Subaru Impreza WRC      | nie ukończył                     |
| 2006 | Rajd Szwecji        | Kaj Lindström     | Subaru Impreza WRC      | nie ukończył                     |
| 2006 | Rajd Sardynii       | Tomi Tuominen     | Subaru Impreza WRC      | 6. miejsce                       |
| 2006 | Rajd Finlandii      | Risto Pietiläinen | Subaru Impreza WRC      | nie ukończył                     |
| 2007 | Rajd Szwecji        | Risto Pietiläinen | Subaru Impreza WRX STI  | 18. miejsce (3. miejsce w gr. N) |
| 2007 | Rajd Meksyku        | Risto Pietiläinen | Subaru Impreza WRX STI  | 13. miejsce (3. miejsce w gr. N) |
| 2007 | Rajd Argentyny      | Risto Pietiläinen | Subaru Impreza WRX STI  | nie ukończył                     |
| 2007 | Rajd Grecji         | Risto Pietiläinen | Subaru Impreza WRX STI  | nie ukończył                     |
| 2007 | Rajd Finlandii      | Risto Pietiläinen | Mitsubishi Lancer WRC   | nie ukończył                     |